# バウアーバーズ
バウアーバーズ（Bowerbirds）は、アメリカのネオフォークバンド。ノースカロライナ州ローリーで結成。バウアーバードとはニワシドリ（極楽鳥の一種）のことであり、バンド名はメンバーであるフィル・ムーアがノースカロライナ自然科学博物館で野鳥観測をしていたことに由来する。

## メンバー

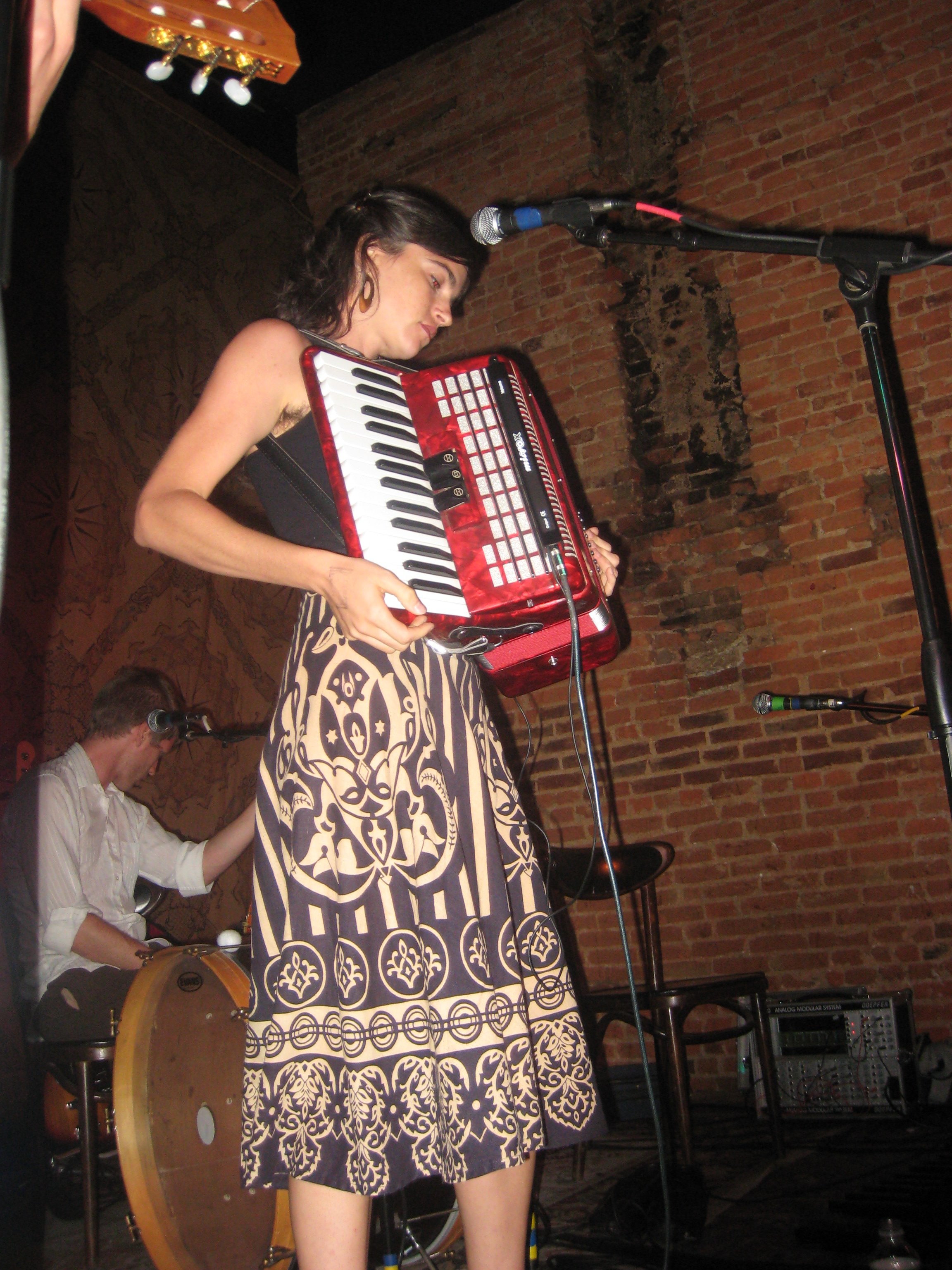
アコーディオンを弾くベス・タキュラー

- ベス・タキュラー - アコーディオン、バスドラム、ボーカル
- フィル・ムーア - ボーカル、ギター、ハイハットタンバリン
- マーク・ポールソン - ヴァイオリン、ペダルキーボード、バスドラム、ベース、ボーカル

## ディスコグラフィー

### アルバム
- Hymns for a Dark Horse （2007年）
- Upper Air （2009年）

### EP
- Danger at Sea EP （2006年）